# Pulaski (ligne verte du métro de Chicago)
Pour les articles homonymes, voir Pulaski.
Ne doit pas être confondu avec Pulaski (ligne bleue du métro de Chicago), Pulaski (ligne rose du métro de Chicago) ou Pulaski (ligne orange du métro de Chicago).
Pulaski (anciennement 40th Street et Crawford Avenue) est une station aérienne de la ligne verte du métro de Chicago, elle est située à l'intersection de Lake Street et de Pulaski Road dans le quartier de West Garfield Park à Chicago, en Illinois.

## Description
Pulaski a été construite entre 1892 et 1894 et a été ouverte en mars 1894 par la Lake Street Elevated sur une structure de fer sur laquelle repose la station de style Queen Anne. 

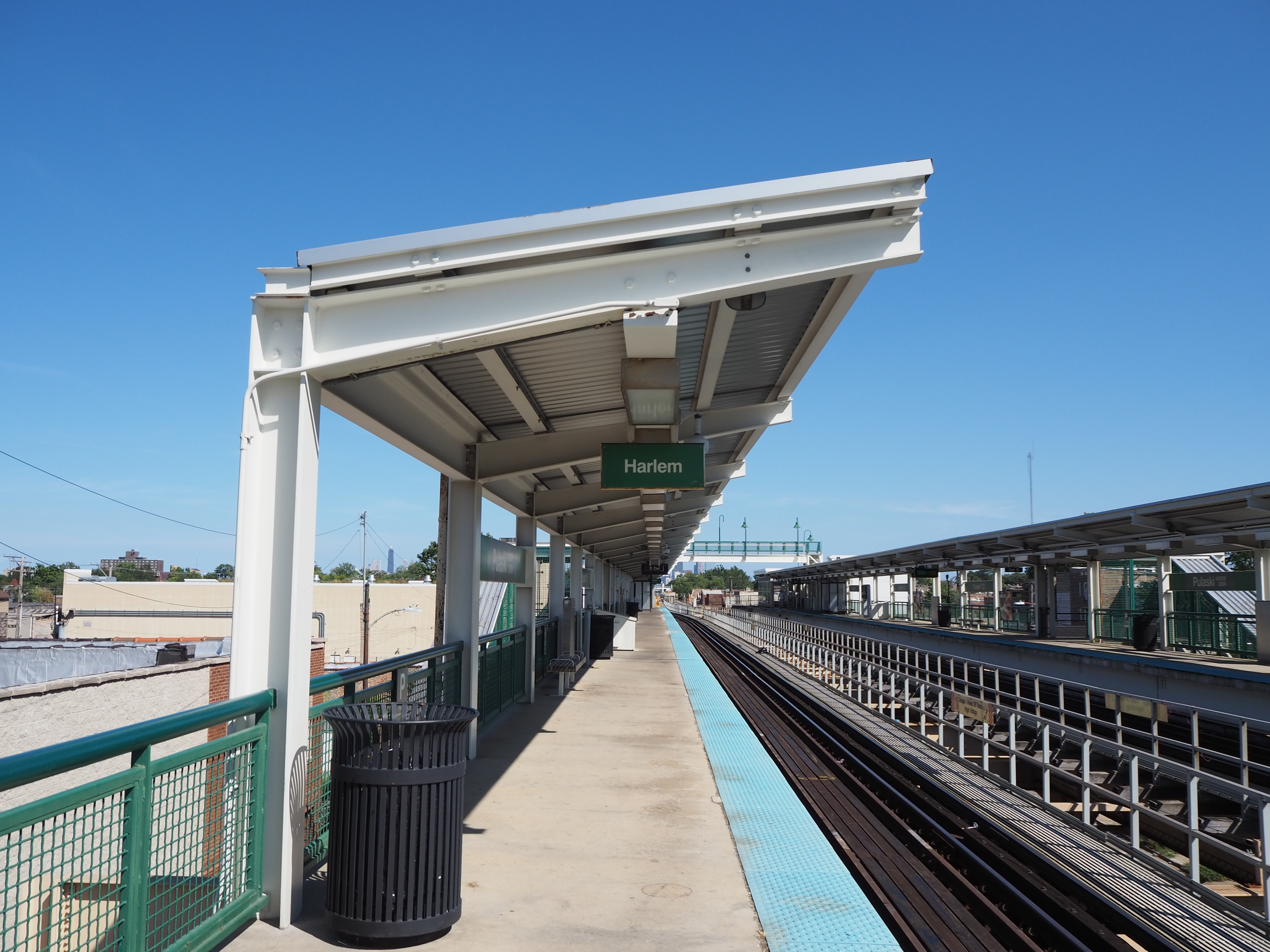
Autre vue de la station.

Le 18 mars 1956, la station Hamlin, vu sa faible fréquentation, fut fermée et afin de compenser Pulaski fut désignée comme une station Skip/Stop A-B et agrandie de soixante mètres afin d’accueillir un plus grand nombre de rames de plus grands gabarits. Comme dans d’autres stations de la Lake Branch, la présence d’un opérateur dans la salle des guichets ne fut plus assurée qu’aux heures de pointe à Pulaski à partir du 1er janvier 1958. Toujours dans une optique de diminution des coûts, l’entrée auxiliaire de Hardling Street fut fermée le 17 avril 1960. 
En 1972, un vaste chantier de rénovation de Pulaski démarra entrainant la destruction des deux salles des guichets historiques en fonction depuis 1894. Les plates-formes reconstruites et les cabines d'agents désormais placées sur le quai ont été ouvertes le 7 mai 1973. 
Lors de la grande réhabilitation de la ligne verte en 1994, Pulaski fut une nouvelle fois rénovée sans toutefois en modifier sa structure. La station a rouvert ses portes comme le reste de la ligne verte le 12 mai 1996. 
En 1999 de nouveaux travaux y furent réalisés afin d’agrandir les salles des guichets et d’y inclure des ascenseurs menant de la rue aux quais et de rendre la station accessible aux personnes handicapées. 
La station fut réinaugurée le 2 juin 2001 par le président de la Chicago Transit Authority, Frank Krusei et le maire de Chicago, Richard M. Daley. 
540 298 passagers y ont transité en 2008.

## Les correspondances avec lebus
Avec les bus de la Chicago Transit Authority :
- #53 Pulaski (Owl Service - Service de nuit)

## Dessertes
| Nord/Ouest              |  |             |  | Sud/Est                                        |
| ----------------------- |  | ----------- |  | ---------------------------------------------- |
| Cicero vers Harlem/Lake |  | ligne verte |  | Conservatory vers Ashland/63rd / Cottage Grove |
| modifier sur Wikidata   |  |             |  |                                                |